# Meijin 1962
Il Meijin 1962 è stata la prima edizione del torneo goistico giapponese Meijin. 

## Formato
Non essendoci un detentore del titolo il torneo si è svolto con un girone all'italiana con partite di sola andata. Il Komi era di cinque punti e in caso di pareggio (Jigo) la vittoria veniva assegnata al bianco. Tuttavia una vittoria in una partita conclusa in Jigo valeva meno di una vittoria normale. Questa regola si è rivelata decisiva proprio per l'assegnazione del primo posto in quanto l'ultima partita tra Go Seigen e Sakata Eio si concluse con un pareggio, la vittoria venne assegnata a Go Seigen che raggiunse Hideyuki Fujisawa in vetta alla classifica, tuttavia avendo avuto 9 vittorie ma di cui una per Jigo il torneo venne vinto da Fujisawa che invece aveva ottenuto nove vittorie "piene". Anche per via di questo episodio si decise negli anni seguenti di portare il komi a cinque punti e mezzo, in modo da scongiurare eventuali pareggi e garantire sempre un vincitore.
Ogni partita veniva giocata in due giorni, con dieci ore di tempo di riflessione per ogni giocatore.

## Torneo
| Posiz | Giocatore           | 1   | 2   | 3   | 4   | 5   | 6   | 7   | 8   | 9   | 10  | 11  | 12  | 13  | Risultato |
| ----- | ------------------- | --- | --- | --- | --- | --- | --- | --- | --- | --- | --- | --- | --- | --- | --------- |
| 1     | Hideyuki Fujisawa   | –   | B+R | B+R | X   | X   | X   | B+2 | W+R | B+R | B+3 | W+R | B+7 | W+R | 9         |
| 2     | Go Seigen           | X   | –   | W+0 | B+9 | B+R | B+R | X   | B+R | W+R | X   | B+R | W+7 | B+R | 9-        |
| 3     | Eio Sakata          | X   | X   | –   | B+R | X   | X   | B+3 | W+R | W+R | W+6 | W+R | B+R | B+R | 8         |
| 4     | Shoji Hashimoto     | B+R | X   | X   | –   | B+6 | B+R | X   | X   | X   | B+3 | B+2 | W+R | W+1 | 7         |
| 5     | Minoru Kitani       | B+R | X   | W+2 | X   | –   | X   | W+8 | X   | B+R | B+3 | B+4 | W+R | X   | 7         |
| 6     | Dogen Handa         | B+1 | X   | B+3 | X   | W+6 | –   | X   | X   | B+R | B+1 | B+R | X   | W+R | 7         |
| 7     | Hosai Fujisawa      | X   | B+7 | X   | B+R | X   | B+7 | –   | B+R | X   | X   | X   | W+7 | B+R | 6         |
| 8     | Shuyo Miyashita     | X   | X   | X   | W+1 | W+1 | W+R | X   | –   | B+1 | X   | X   | B+1 | X   | 5         |
| 9     | Masao Sugiuchi      | X   | X   | X   | B+3 | X   | X   | B+R | X   | –   | X   | W+2 | B+7 | B+R | 5         |
| 10    | Toshihiro Shimamura | X   | B+4 | X   | X   | X   | X   | B+R | W+R | B+R | –   | X   | B+3 | X   | 5         |
| 11    | Tatsuaki Iwata      | X   | X   | X   | X   | X   | X   | B+5 | W+5 | X   | B+1 | –   | X   | W+R | 4         |
| 12    | Utaro Hashimoto     | X   | X   | X   | X   | X   | B+R | X   | X   | X   | X   | W+2 | –   | B+R | 3         |
| 13    | Kaku Takagawa       | X   | X   | X   | X   | B+2 | X   | X   | B+R | X   | W+R | X   | X   | –   | 3         |